# 土佐入野站
土佐入野站（日语：／ Tosa-irino eki */?）是一位於日本高知縣幡多郡黑潮町入野、隸屬於土佐黑潮鐵道（日语：土佐くろしお鉄道）的鐵路車站。車站編號為TK37，為黑潮町的代表車站。所有行經中村線的特急列車均在此停車。月台站牌寫上「浪漫和傳奇的入野松原」的標語。
町役場位於本站附近，同時車站位處入野地區的中心區域。另外前往可眺望太平洋的入野海岸亦只是數百米的距離，設有海濱休憩場所、美術館及土佐西南大規模公園大方區域及高等學校。因此本站的使用人數為黑潮町內所有車站中最多的。主要乘客為學生及旅遊人士。
由於在廣島縣的山陽本線和鹿兒島縣的指宿枕崎線均已設有入野站，本站遂增設了以前令制國「土佐」的前綴以作識別。

## 車站結構

### 站房
以木材、鋼架及玻璃幕牆所搭成的單層站房，富有歐陸式小屋風格，亦與站旁的綠化地帶連成一體，並配以大量的木柱和富有原住民色彩的圖案。站房現時已由當地的蛋糕店「山本」完全進駐，但車站大堂及通道則仍開放予公眾使用。另外因應無障礙化，在站房左側另建有斜道，直接通往月台部份。

### 月台配置

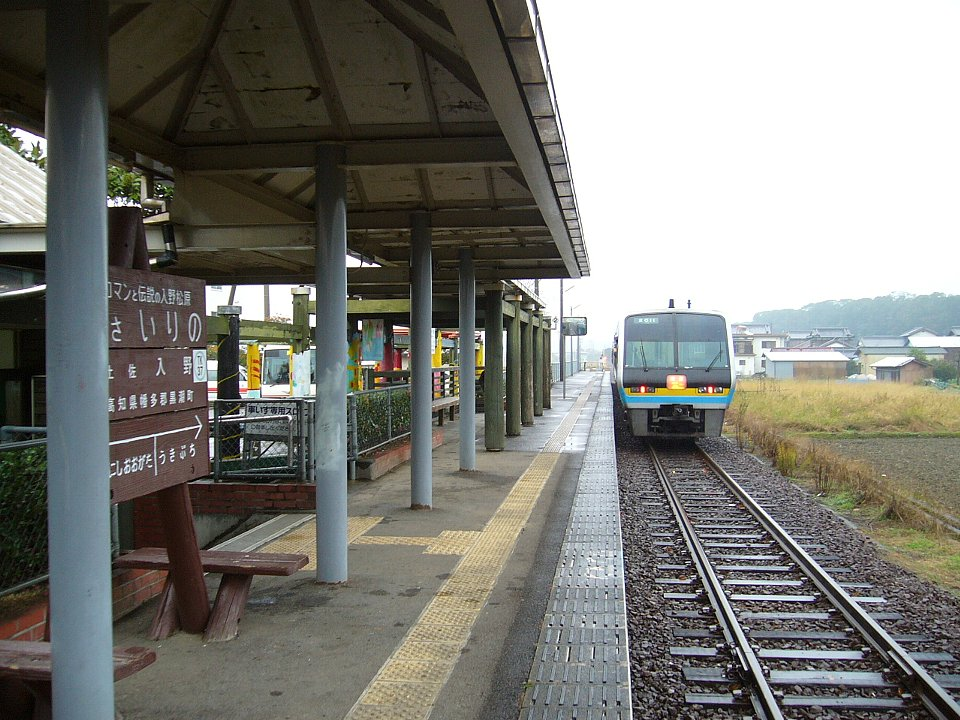
月台（2006年12月）

作為黑潮町的中心車站，但是卻只有側式月台1個，長度為約110米，有效長度為5輛。列車不可以在此交會，亦因着本線列車大多只有1輛或2輛編成，所以列車往停靠在驗票口附近的位置。
部份月台座椅和設施與站房旁的公園連成一體，因此可以看到大量以木柱所搭成的上蓋，以及採用相同材料而製成的候車木長櫈。
列車靠站時，往中村方向為右側上落；往窪川方向為左側上落。
| 路線     | 方向 | 目的地               |
| -------- | ---- | -------------------- |
| ■ 中村線 | 下行 | 中村、宿毛方向       |
| ■ 中村線 | 上行 | 窪川、高知、高松方向 |

## 歷史
- 1970年10月1日：隨日本國有鐵道中村線通車開業。
- 1987年4月1日：日本國鐵分割民營化，車站的營運由JR四國繼承。
- 1988年4月1日：隨中村線轉交由土佐黑潮鐵道管理及營運。
- 2004年4月1日：因節省開支，終日無人化[5]。

## 使用狀況
根據國土交通省「國土數值情報」，以下為1日平均上下車人次：
| 年度 | 1日平均 乘降人次 | 1日平均 乘降人次 |
| ---- | ---------------- | ---------------- |
| 2011 | 262              |                  |
| 2012 | 242              |                  |
| 2013 | 247              |                  |
| 2014 | 236              |                  |
| 2015 | 226              |                  |
| 2016 | 208              |                  |
| 2017 | 188              |                  |
| 2018 | 159              |                  |
| 2019 | 157              |                  |
| 2020 | 143              |                  |
| 2021 | 126              |                  |
| 2022 | 133              |                  |

## 相鄰車站
土佐黑潮鐵道
■中村線
■大部份特急「足摺」，「四萬十」1、4號
土佐佐賀（TK30）－土佐入野（TK37）－中村（TK40）
■特急「足摺」1、5、8號
土佐上川口（TK34）－土佐入野（TK37）－中村（TK40）
■普通
浮鞭（TK36）－土佐入野（TK37）－西大方（TK38）

## 外部連結
- 土佐黑潮鐵道土佐入野站